# Eschinerburg
Die Eschinerburg (auch Eschinerberg) ist eine sagenumwobene, nur aus Überlieferungen bekannte Burg auf dem Gebiet des heutigen Liechtenstein. Im 19. und 20. Jahrhundert wurden mehrere Versuche unternommen, sie zu lokalisieren.

## Forschungsgeschichte
Die Existenz einer Burganlage mit dem Namen Eschinerburg im heutigen Liechtenstein ist nur in Form von Volkssagen überliefert. Der Historiker Peter Kaiser schreibt in seiner 1847 erschienenen Geschichte des Fürstenthums Liechtenstein über die heutige Gemeinde Mauren: „Die Veste ‚Eschinerberg‘ stund auf einem Hügel, in der Nähe dieses Dorfes, der ‚Hinterbül‘ genannt; sie ist längst zerstört und kaum eine Spur davon zu sehen.“ Dazu berichtet er von einer Sage, die über diese mittelalterliche Burg erzählt wird:
„Eine alte Volkssage läßt einen grimmigen Zwingherrn auf derselben hausen und weil weder das Eigenthum, noch eine Unschuld sicher vor ihm war, faßten die Männer ein Herz, tödteten den Zwingherrn und brachen die Burg. Indeß hatten ihnen die Weiber ein Mal bereitet, das in Kuchen und Milch bestand.“
Kaiser verwies damit auf einen heute Gupfenbüchel („Gopfaböchel“) oder auch Schlossbüchel genannten Hügel in der Gemeinde Mauren mit einem ca. 50 Meter langen Plateau, der aufgrund seiner auffälligen Form immer wieder Schatzsucher aus der bäuerlichen Bevölkerung anlockte. 1864 unternahm der Vorarlberger Amateurarchäologe John Sholto Douglass eine Sondierung auf dem Hügel. Dabei fand er jedoch keine baulichen Überreste und nur wenige Objekte. Die Funde sind heute größtenteils verschollen. Bei den Metallobjekten handelte es sich um eine Bronzenadel, ein gebogenes Stück Bronzedraht und ein in Rohrform zusammengedrücktes Kupferblech. Douglass verwarf deshalb die Annahme Kaisers und glaubte an eine keltische oder rätische Festung auf dem Hügel. Dem wiederum widersprach 1914 der Wiener Prähistoriker Oswald Menghin, der den Gupfenbüchel, ohne selbst Grabungen durchgeführt zu haben, als mittelalterlichen Hausberg (Motte) bzw. als Fluchtburg interpretierte. In einem Kommentar des Liechtensteinischen Urkundenbuchs pflichtete der Historiker Georg Malin Mitte der 1960er-Jahre der Annahme Kaisers und Menghins bei. In der dort publizierten Abschrift des Urbars der Herrschaft Schellenberg aus dem Jahr 1698, das in seiner Substanz auf das Hochmittelalter zurückgeht, wird in Mauren ein „burgstall“ erwähnt. Malin sieht darin einen Nachweis für die Eschinerburg. Nach derzeitigem Forschungsstand kann eine historische Bebauung der Kuppe weder bestätigt noch ausgeschlossen werden.
Unabhängig vom Gupfenbüchel in Mauren wurde auch an weiteren Orten nach der Eschinerburg gesucht. 1916 organisierten Vorstandsmitglieder des Historischen Vereins für das Fürstentum Liechtenstein eine Ausgrabung auf dem archäologischen Fundplatz Lutzengüetle in Gamprin, bei der es explizit um die Suche nach der Eschinerburg ging. Diese und vermutlich weitere unwissenschaftliche Grabungen führten zu einer Störung der dortigen Strukturen, was bei späteren Ausgrabungen unter Adolf Hild (1937) und David Beck (1942–45) bemängelt wurde. Möglicherweise wurde der Lutzengüetlekopf tatsächlich bis ins Mittelalter als Fluchtburg benutzt. Eine weitere Theorie bringt die Eschinerburg mit dem archäologischen Fundort Borscht in Schellenberg in Verbindung. Eine Nutzung der dortigen Wallstrukturen bis ins Frühmittelalter kann zumindest nicht ausgeschlossen werden. Eine Namensähnlichkeit der Eschinerburg mit dem Eschnerberg, auf dem das Lutzengüetle liegt, zum Beispiel durch Lautverschiebung, ist zumindest beachtenswert. Auch eine Verwechslung mit den Schellenberger Burgen (Ruine Alt-Schellenberg bzw. Ruine Neu-Schellenberg), die ebenfalls auf dem Eschnerberg liegen, scheint möglich.